# 8,8-cm-FlaK 18/36/37/41
8,8-cm-FlaK 18/36/37/41, понякога наричано и Осем-осем (на немски: Acht-Acht), е зенитно и противотанково артилерийско оръдие на Германия от Втората световна война.
То е широко използвано по време на войната. Развитието на оригиналните модели води до създаване на голямо разнообразие от оръдия, идентифицирани като 88. Името се прилага за серия зенитни оръдия, официално наречени 8,8 cm FlaK 18, 36 или 37.
FlaK е абревиатура от немското Fl(ieger)a(bwehr)-K(anone) или Fl(ug)a(bwehr)-K(anone), означаваща „Оръдие за ПВО“.
Универсалният превоз позволява на оръдието да бъде използвано в ограничен противотанков режим, докато все още е на колела. Възможно е да се закрепи за земята само за две и половина минути. Успешната му употреба като импровизирано противотанково оръдие води до разработването на танково оръдие на базата му: 8,8-cm-KwK 36. Последното служи като главно оръжие на тежкия танк Тигър I.
В допълнение към тези проекти на Krupp, Rheinmetall по-късно създават по-мощно противовъздушно оръдие, 8,8-cm-FlaK 41, което е произвеждано в относително малки бройки. Krupp им отговарят, като създават прототип на 88-милиметровото оръдие, който по-нататък бива разработен в противотанковото 8,8-cm-PaK 43, използвано в танковете Елефант и Ягдпантер, и 8,8-cm-KwK 43, използвано при танка Тигър II.

## История на разработката
Първоначално противовъздушните зенитни оръдия през Първата световна война представляват адаптации на вече съществуващи среднокалибрени оръжия, издигнати за стрелба под по-високи ъгли. Към 1915 г. немското командване осъзнава, че тези оръдия са полезни единствено за сплашване на врага и са безполезни дори срещу уязвими балони и бавно движещи се самолети. С подобряването на самолетите, много армии разработват свои зенитни оръдия с висока начална скорост на снаряда, която им позволява да достигат по-големи височини. Именно тази начална скорост, комбинирана с тежък снаряд, прави 88-милиметровия FlaK едно от най-добрите противотанкови оръдия през Втората световна война. Първото 88-милиметрово немско оръдие е въведено през 1917 г. и бива широко разпространено в Кайзерлихе Марине.
След като губи войната, на Германия е забранено да произвежда нови оръжия по силата на Версайския договор. Въпреки това компанията Krupp започва разработването на ново оръдие в сътрудничество с шведската Bofors. Първоначалният проект предвижда 75-мм модел. По време на прототипната фаза, армията изисква оръдие със значително по-големи възможности. Проектантите започват отначало, този път използвайки 88-мм калибър.
Прототипните 88-милиметрови оръдия са произведени за пръв път през 1928 г. Този ранен модел (FlaK 18) използва еднокомпонентна цев с артилерийски калибър 56, което води до често срещаното обозначение L/56.

### Първо поколение: FlaK 18, 36 и 37
FlaK 18 се монтира върху кръстовиден лафет. Лесна за боравене „полуавтоматична“ система за зареждане изхвърля изстреляните снаряди, което позволява презареждане просто чрез поставяне на нов снаряд в джоба. Оръдието стреля, а по време на възвратното движение по време на отката, празната гилза се изхвърля чрез лостове, след което се задейства зъбец, приготвящ оръдието за стрелба. Това води до скорострелност от 15 до 20 изстрела в минута, което е по-бързо от подобни оръжия по това време. Високоексплозивни амуниции се използват срещу самолети и пехота, а бронебойни и противотанкови снаряди – срещу танкове и други бронирани машини.
Масовото производство на оръдието започва с изкачването на нацистите във властта през 1933 г. и FlaK 18 е налично в малки бройки, когато Германия се намесва в Испанската гражданска война. То бързо се доказва като едно от най-добрите противовъздушни оръдия по това време. Отрядите с 88-милиметрово оръдие се оказват точни и гъвкави в бой, основно срещу наземни цели, като големия калибър и голямата начална скорост го правят отлично оръжие срещу превозни средства и бункери на големи разстояния. Този опит също демонстрира и ред малки проблеми и потенциални възможности за подобрение.
Много от тези подобрения са въведени във FlaK 36, което има двукомпонентна цев за по-лесна подмяна при износване на нарезите. Новият по-тежък лафет му позволява да стреля при спешност, дори и когато е още на колела, но с много ограничено хоризонтално и вертикално насочване. За обикновено разполагане се изважда една осова талига от предната греда и една от задната греда, а страничните греди се разгръщат от вертикална позиция до земята. Общото време за вкопаване на оръдието е две и половина минути. И двата начина на действия правят оръдието много по-подходящо при бързо движещи се операции, което е и основната идея на Блицкрига.
FlaK 36 често биват снабдявани с щит, който предоставя ограничена защита за артилеристите. Тези щитове са съвместими и с FlaK 18. Тежестта на оръдието означава, че само големи превозни средства могат да го преместват и камионът SdKfz 7 започва да се използва често именно за това.
Показателите за насочване се закрепят от централния регулатор към всяко от четирите оръдия в батареята, позволявайки координиран огън. Действително, с полуавтоматичната система за зареждане, работата на артилеристите е да държат цевта на оръдието насочена към мишената в зависимост от сигналите от регулатора.
По-късният модел е FlaK 37, който включва подобрени инструменти, позволяващи на артилеристите да следват указанията на единствения насочвател по-лесно.
Частите на различните модификации на оръдието са направени взаимозаменяеми и често различни части са се напасвали на дадено оръдие.

### Второ поколение: FlaK 41
Още в началото на 1939 г. Луфтвафе поисква нови оръжия с още по-добро представяне в бой, за да се решат проблемите със защитата срещу удари от високолетящи самолети. Rheinmetall създава нов 88-mm проект с по-дълга цев.
Прототипът е готов в началото на 1941 г. Новото оръдие изстрелва 9,4-килограмови снаряди с начална скорост от 1000 m/s, което му придава ефективен таван на изстрела от 11 300 m и максимален таван от 14 700 m. Има по-нисък профил на въртящата си платформа, отколкото FlaK 18/36/37 със своя пиедестал. Подобрения в зареждащия механизъм увеличават скорострелността на оръдието – от 20 до 25 изстрела в минута.
Поради проблеми в оръдията, те се използват почти ексклузивно в Германия, където могат да се поддържат и обслужват правилно. FlaK 41 има недостатъка да е твърде сложно и е склонно към проблеми с амунициите, като празните обвивки често се заклещват при изхвърляне. Поради високата му цена и сложност, немците произвеждат сравнително малко бройки от това оръдие, общо 556. Първите са доставени през март 1943 г., а към август 1944 г. едва 157 се използват в бой и 318 през януари 1945 г.

## История на производството
През войната са произведени хиляди 88-mm оръдия в различни модели.
|                      | pre-war | 1939 | 1940 | 1941 | 1942 | 1943 | 1944 | 1945 | Total  |
| -------------------- | ------- | ---- | ---- | ---- | ---- | ---- | ---- | ---- | ------ |
| 8,8-cm-FlaK 18/36/37 | 2459    | 183  | 1130 | 1998 | 3052 | 4712 | 6482 | 738  | 20 754 |
| 8,8-cm-FlaK 41       | 0       | 0    | 0    | 0    | 48   | 122  | 290  | 96?  | 556    |

## Бойна история
Според някои американски историци, 88-милиметровото оръдие на немците е най-силното оръжие във войната, с изключение на атомната бомба, като на него се приписват хиляди свалени бомбардировачи и десетки хиляди убити войници. То се използва в две основни роли: като мобилно тежко противовъздушно и противотанково оръдие. Други негови употреби са прикриваща стрелба за пехотата на фронта и като статична противовъздушна отбрана.

### Противовъздушна отбрана на Райха
След 1935 г. противовъздушната отбрана на Германия се контролира от Луфтвафе. Към началото на Втората световна война в противовъздушната артилерия служат 6700 леки и 2628 тежки оръдия. От последните по-голямата част са FlaK 18, 36 или 37. През по-голямата част от войната повечето 88-mm оръдия са използвани именно за противовъздушната им роля.
Финансовите разходи, свързани с противовъздушните оръдия, са значителни, особено, когато се сравнят с изтребителите. Например, през януари 1943 г., когато Германия отчаяно се бори да поеме отново стратегическата инициатива на Източния фронт и търпи тежки бомбардировки на Западния фронт, разходите по противовъздушната отбрана са 39 милиона райхсмарки, докато разходите по всички останали оръжия са 93 милиона райхсмарки.
Към август 1944 г. на служба са 10 704 FlaK 18, 36 и 37, като вече биват допълвани и от тежкото 12,8-cm-FlaK 40, поради зачестилите американски и британски бомбардировки.

### В подкрепа на пехотата
Оръдието се представя добре в оригиналната си роля за ПВО и също се доказва като чудесно противотанково оръдие. Успехът му се дължи основно на гъвкавостта му: стандартната му ПВО платформа позволява на артилеристите да накланят цевта под хоризонта, за разлика от повечето подобни оръдия. С напредването на войната става ясно, че наличните противотанкови оръжия не са способни да пробиват бронята на по-тежките вражески танкове и сухопътните командири все повече започват да използват 88-милиметровото FlaK срещу танкове. Противотанковите 88-mm оръдия, подобно на тези с ПВО роля, се подреждат тактически в батареи, обикновено с 4 души обслужващ персонал.
Германският Легион Кондор използва широко FlaK 18 по време на Испанската гражданска война, където ползата му като противотанково оръжие и универсална артилерия надхвърля ролята му като ПВО оръдие. В битката за Франция през 1940 г. армията е подкрепяна от 24 смесени батальона с 88-mm оръдия. Оръдието се използва срещу тежко бронирани танкове като Шар B1 и Матилда II, чиято предна броня не може да бъде пробита със стандартното 3,7-cm противотанково оръдие. 8,8-cm FlaK е достатъчно мощно да пробие 84-mm броня от 2 km, което го прави несравнимо противотанково оръдие в първите дни на войната и все още застрашително срещу всички, освен най-тежките танкове, към края на войната. Употребата на оръдието от Ервин Ромел срещу британските контраатаки в битката при Арас слагат край на всякаква тяхна надежда за излизане от обкръжението през май 1940 г. За цялата битка за Франция оръдието унищожава общо 152 танка и 151 бункера. В битката за Франция е въведен и FlaK 18, монтиран върху превозно средство, SdKfz 8, което бива наречено Bunkerknacker (буквално „разбивач на бункери“).
По време на Северноафриканската кампания Ромел използва ефективно оръжието, като примамва танкове на британската 8-а армия в капани чрез привидно отстъпващи немски танкове. Само два FlaK батальона унищожават 264 британски танка през 1941 г. По-късно, в битката за Фаид Ромел камуфлажира много 88-mm оръдия в зони, пълни с кактуси. Неопитните американски танкисти и командири се спускат в долината Фаид и бива заличени. Когато американски танкове M3 Стюарт и М4 Шърман ги последват, скритите немски оръдия ги обстрелват от разстояние, много по-голямо от обсега на техните 37-mm и 75-mm оръдия съответно.
За Операция „Барбароса“ Германия разгръща оръдието в 51 смесени ПВО батальона. Това са основно единици, подчинени на Луфтвафе, закрепени към армията на корпусно или армейско ниво, като на един корпус се пада средно по един батальон. Оръжието се използва широко на Източния фронт. Появата на съветските танкове T-34 и КВ шокира немските танкови екипажи и противотанкови отряди, които успяват да пробиват бронята на съветските танкове само от много близко разстояние (под 200 m), когато използват стандартните 37-mm и 50-mm оръдия, докато руското 76-mm оръдие е ефективно до 900 m.
88-милиметровото оръдие е едно от най-ефективните противотанкови такива в равния и открит терен на Либия, Египет и Източния фронт. Успехът на немското противотанково оръдие кара Съюзниците да предприемат мерки за защита срещу него в новите танкови проекти.

### Брегова охрана
На 14 септември 1942 г. 88-mm оръдия са използвани срещу десант на британски командоси близо до Тобрук, Либия. Корабът HMS „Сикх“ е толкова тежко повреден от немските и италианските батареи, че потъва, докато бива теглен от HMS „Зулу“.

## Галерия
- 8,8-cm FlaK 37 в Музея за зенитни оръдия в Туусула, Финландия
- 8,8-cm FlaK 37
- Осколъчно-фугасен снаряд за 8,8-cm оръдие
- FlaK 18 близо до Бир Хакейм, Северна Африка, юни 1942 г.
- Батарея на 88-mm оръдие в огнева позиция, Германия, 1943 г.